# Iván tveri nagyfejedelem

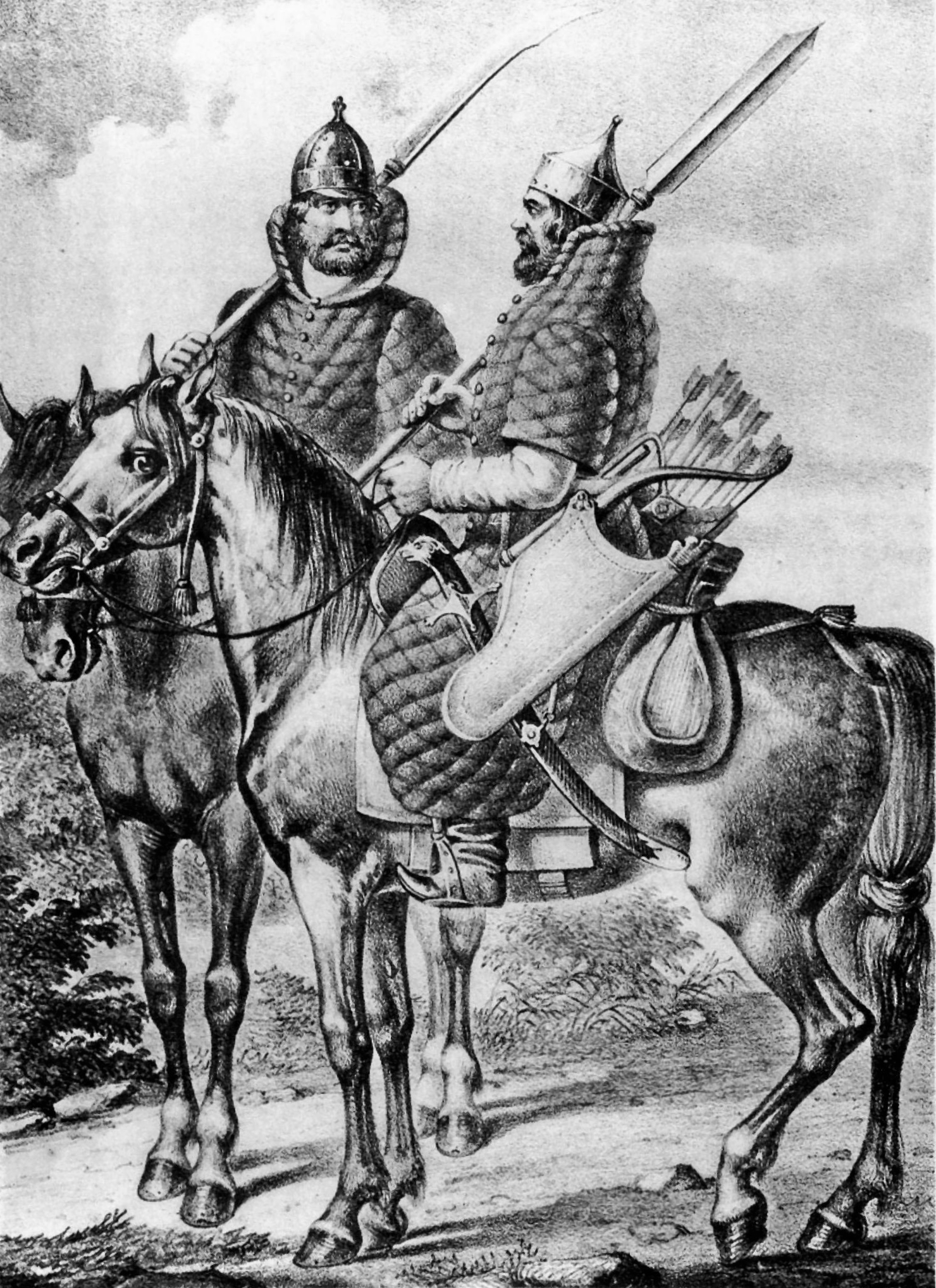
Orosz lovasok.

Iván Mihajlovics (oroszul Иван Михайлович), (1357 – 1425. május 22.) Tver nagyfejedelme 1399-től haláláig.

## A fejedelemség helyzete
Iván Mihail Alekszandrovics tveri nagyfejedelem és Jevdokija szuzdali hercegnő legidősebb fia volt (leszámítva csecsemőkorban elhalálozott bátyját). Apja 1399-es halála után ő örökölte a trónt, amit a következő évben a tatár hűbérúr, Sadibég kán nagyfejedelmi felhatalmazása (jarlikja) is megerősített. Tver ebben az időben kényes politikai helyzetben volt, két terjeszkedő nagyhatalom közé szorult. Nyugatról a hatalma csúcsán levő, Lengyelországgal unióra lépő Litván Nagyfejedelemség határolta, amely akkoriban törte meg a Teuton Lovagrendet a grünwaldi csatában, sorra kebelezte be a nyugati orosz hercegségeket és befolyási zónája a Fekete-tengerig ért. Keletről a tatárok gyengülésével párhuzamosan egyre erősödő Moszkvai Fejedelemség volt a szomszédja, amely szintén sorra olvasztotta be a kisebb, önálló fejedelemségeket, nem titkolva, hogy az "orosz földek begyűjtője" kíván lenni. Iván Mihajlovics ügyesen lavírozott két szomszédja között, a litván nagyfejedelem lányát vette el, de a moszkvai-litván vitákban, háborúkban rendszeresen az előbbi pártjára állt. Fejedelemsége függetlenségét sikeresen őrizte, egészen haláláig.

## Hadjáratai
1406-ban Moszkvával szövetségben Litvánia ellen vonult, de elkerülte a csatát, egészen a békekötésig. Mivel I. Vaszilij moszkvai uralkodó és a litván nagyfejedelem nélküle tárgyalt a békéről, felháborodott hangú levelet írt Vaszilijnek.
1408-ban a tatárok büntetőhadjáratot indítottak az engedetlen Moszkva ellen és Pulad kán utasította Tvert, hogy szállítson tüzérséget a város ostromához. Iván formálisan engedelmeskedett, de addig késlekedett az előkészületekkel, amíg a tatárok felhagytak az ostrommal és hazatértek.
1422-ben segítséget nyújtott sógorának, Vytautas litván fejedelemnek a teuton lovagok ellen. Ő volt az első tveri uralkodó aki saját pénzt veretett.
Iván Mihajlovics 1325-ben pestisben meghalt, a járvány elvitte az őt követő Alekszandr fiát, majd Jurij unokáját is.  

## Családja
Iván Mihajlovics Kestutis litván fejedelem lányát, Máriát vette feleségül 1377-ben. Három fiuk született:
- Iván
- Alekszandr
- Jurij

Felesége halála után 1402-ben újranősült, a dorogobuzsi részfejedelem lányát, Jevdokija Dmitrijevnát véve nőül. Ez a házassága gyermektelen maradt.

## Külső hivatkozások (orosz nyelven)
- Денга Ивана Михайловича
- Родословная тверских князей на сайте «Хронос»

## Fordítás
- Ez a szócikk részben vagy egészben  a(z)   Иван Михайлович (князь тверской) című orosz Wikipédia-szócikk ezen változatának fordításán alapul.  Az eredeti cikk szerkesztőit annak laptörténete sorolja fel. Ez a jelzés csupán a megfogalmazás eredetét és a szerzői jogokat jelzi, nem szolgál a cikkben szereplő információk forrásmegjelöléseként.